# Teófilo Santos
Teófilo Agostinho Martins Araújo dos Santos, nascido em 12 de fevereiro de 1951, em Vila Franca, distrito de Viana do Castelo, é um advogado e político português.

## Vida pessoal
Teófilo Santos é licenciado em Direito pela Universidade de Coimbra, pós-graduado em direito fiscal pela Universidade Católica Portuguesa e realizou um curso de formação executiva "Executive L.L.M", na AESE- Escola de Direção e Negócios.
Está inscrito na Ordem dos Advogados desde junho de 1979 e exerce atividade de advocacia em todas as áreas do direito, com particular incidência em direito comercial, direito das sociedades, direito da insolvência, direito do trabalho e direito fiscal desde 1976, ano em que fundou o seu escritório de advogados, Teófilo Araújo dos Santos & Associados, no antigo edifício do Colégio Correia Mateus, em Leiria.

## Vida política
Teófilo Santos dedicou grande parte do seu tempo à política local e nacional, onde ocupou funções de Deputado Municipal, Conselheiro nacional do PSD, Presidente do Conselho Jurisdicional da Distrital do PSD, Vice-Presidente da Comissão Política Distrital de Leiria do PSD, Presidente da Assembleia de Secção do PSD Leria e Mandatário Distrital e Diretor de Campanha em várias eleições presidenciais e autárquicas.
Em 2019 integrou a lista do Partido Social Democrata às Eleições Europeias, onde ocupava o 10º lugar da mesma.
No dia 2 de abril de 2024 abraçou o cargo de Deputado ao Parlamento Europeu , pelo Partido Social Democrata, onde ingressou no Grupo Parlamentar do Partido Popular Europeu em substiutição do então nomeado Ministro da Agricultura e Pescas José Manuel Fernandes.
Teófilo Santos tornou-se então membro efetivo na comissão parlamentar dos orçamentos (BUDG) e na comissão da agricultura e do desenvolvimento rural (AGRI) e membro suplente da comissão do emprego e assuntos sociais (EMPL). Assumiu ainda funções como membro efetivo da delegação do Parlamento Europeu para as relações com a República Federativa do Brasil (D-BR), da delegação para as relações com os países do MERCOSUL (D-MER) e da delegação à Assembleia Parlamentar Euro-Latino-Americana (D-LAT) e funções como membro suplente nas delegações para as relações com os países do Magrebe (D-MAG) e da Assembleia Parlamentar para os países do Mediterrâneo (D-MED).
Integra agora a lista da Aliança Democrática - AD, encabeçada por Sebastião Bugalho, às Eleições Europeias de 2024. 